# Chaenomeles lagenaria
Chaenomeles lagenaria là loài thực vật có hoa trong họ Hoa hồng. Loài này được (Loisel.) Koidz. mô tả khoa học đầu tiên năm 1909.